# نبرد خالخین گل
نبرد خالخین گل سلسله‌ای از درگیری‌های نظامی بود که مهم‌ترین نبرد در طول جنگ‌های مرزی شوروی و ژاپن میان امپراتوری ژاپن و مانچوکوئو در برابر اتحاد جماهیر شوروی و مغولستان در سال ۱۹۳۹ میلادی به حساب می‌آید. این نبرد به واسطه رود خالخین که در نزدیکی محل وقوع آن قرار داشت به نبرد خالخین گل معروف شده‌است. در ژاپن اما این نبرد را تحت عنوان حادثه نومونهان (به ژاپنی: ノモンハン事件) می‌نامند زیرا مهم‌ترین کشمکش این نبرد در روستایی به همین نام واقع در مغولستان داخلی روی داد. این نبرد در نهایت به شکست ارتش ششم ژاپن و عقب‌نشینی آن از منطقه مورد مناقشه منجر گشت.

## پیش زمینه
امپراتوری ژاپن اواخر دهه ۱۹۳۰ سلطه خود بر منچوری را تکمیل نمود و یک دولت دست‌نشانده به نام مانچوکوئو در این ناحیه بر قرار ساخت. ادعای ارضی ژاپن موجب آغاز درگیری آن با جمهوری خلق مغولستان، دولت اقماری شوروی شد. طرف ژاپنی مدعی بود مرز بین طرفین مانچوکوئو و مغولستان رود خالخین است اما مغولستان و شوروی اصرار داشتند مرز ۱۶ کیلومتر به سمت شرق رود و در حومه شرقی روستای نومونهان قرار دارد.
ارتش کوانتونگ نیروی اصلی ژاپن در مانچوکوئو بود و برخی از بهترین یگان‌های ژاپنی را در اختیار داشت. این نیرو تمایل داشت در طرف مقابل سپاه ۵۷ ویژه ارتش سرخ از منطقه نظامی فرا بایکال مسئول دفاع از مرز سیبری و منچوری بود.

## ترکیب یگان‌ها
ترکیب یگان‌های ارتش سرخ در نبرد خالخین گل (ژوئیه ۱۹۳۹):
- جبهه فرابایکال - سرلشکر ایوان کونف:
  - سپاه ۵۷ ویژه:
    - لشکر سی و ششم تفنگ‌دار موتوریزه
    - تیپ ۷ زرهی
    - تیپ ۸ زرهی
    - تیپ ۹ زرهی
    - تیپ ۱۱ تانک
    - تیپ ۶ سواره‌نظام

  - نیروی زمینی مغولستان - مارشال خرلوگین چویبالسان:
    - لشکر یکم سواره‌نظام
    - لشکر دوم سواره‌نظام
    - لشکر سوم سواره‌نظام
    - لشکر چهارم سواره‌نظام
    - لشکر پنجم سواره‌نظام
    - لشکر ششم سواره‌نظام
    - لشکر هفتم سواره‌نظام
    - لشکر هشتم سواره‌نظام
    - تیپ ۱ زرهی

  - لشکر پنجاه و هفتم تفنگ‌دار
  - لشکر هشتاد و دوم تفنگ‌دار
  - تیپ ۵ مسلسل
  - تیپ ۶ تانک

## آغاز درگیری‌ها

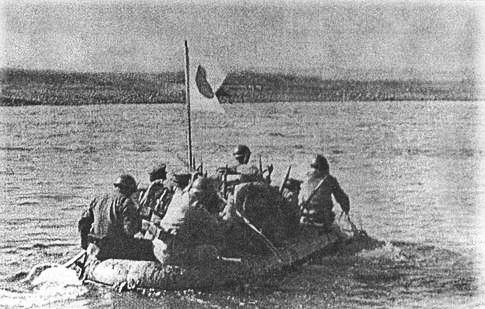
نیروهای ژاپنی در حال عبور از رود خالخین

روز ۱۱ مه ۱۹۳۹ یک گروه ۷۰ تا ۹۰ نفره از سربازان مغولستانی در جستجوی چراگاه‌هایی برای اسب‌های خود با گذشتن از رود خالخین، وارد منطقه مورد تنش شدند. نیروهای مانچوکوئو به سرعت با مغولستانی‌ها درگیر شده و پس از زد و خوردی کوتاه آن‌ها را به آن سوی رود عقب راندند. چند روز بعد، ۱۳ مه مغولستانی‌ها با نیرویی بزرگتر بازگشتند و این بار نیروهای مانچوکوئو نتوانستند آن‌ها را وادار به عقب‌نشینی کنند. روز بعد نیروهای ژاپنی تعدادی از سربازان خود را به سوی نقطه درگیری فرستادند که آن‌ها نیز نهایتاً در ۲۸ مه توسط نیروهای متحد مغولستان و شوروی به محاصره افتاده و منهدم شدند. در این درگیری ۶۳ درصد نیروهای اعزامی ژاپنی از دست رفتند که شامل ۹۷ سرباز، یک افسر و ۳۳ مجروح می‌شد.
شوروی ۲ ژوئن ژنرال گئورگی ژوکوف را به فرماندهی نیروهای خود در این منطقه منصوب کرد و وظیفه گونه‌ای از مقابله با ژاپنی‌ها که دیگر فکر درآویختن با ارتش سرخ به سرشان نزند، را به او محول ساخت. ژوکوف پس از رسیدن به منطقه با اوضاع آشفته نیروها، بی‌اطلاعی فرماندهی پیشین از شرایط میدانی و توان و قصد ژاپنی‌ها و عدم ارتباط و هماهنگی با نیروهای مغولستانی مواجه شد. او در نخستین اقدام درخواست نیروی کمکی در زمینه نیروی هوایی، زرهی و توپخانه کرد. با توجه به نیاز فراوان به ادوات ترابری جهت پشتیبانی از این نیروها، در ابتدا ۱۰۰۰ تانکر سوخت و بیش از ۱۶۰۰ کامیون باری از فاصله ۷۵۰ کیلومتری از مراکز تدارکاتی به خط مقدم گسیل شد. مدتی بعد ۱۶۲۵ خودروی دیگر نیز از بخش اروپایی روسیه تأمین گردید.
روزهای پایانی ماه ژوئن شاهد درگیری هوایی جنگنده‌های دو طرف با حضور بهترین خلبانان آن‌ها بر فراز اراضی مغولستان بود. شوروی مدعی شد بین ۲۲ تا ۲۶ ماه ژوئن، شصت و چهار جنگنده ژاپنی را ساقط کرده‌است. در تلافی روز ۲۷ ژوئن، هنگ دوم نیروی هوایی ژاپن پایگاه نیروی هوایی شوروی در تامتساک-بولاک را بمباران کرد. این حمله بدون مجوز فرماندهی عالی نیروی زمینی ژاپن اتفاق افتاد. با اطلاع از این حادثه، قرارگاه نیروی زمینی ژاپن در توکیو به نیروی هوایی دستور داد تا چنین اقدامی را دیگر تکرار نکند.
تا ماه ژوئیه ژاپنی‌ها عددی بالغ ۳۸ هزار نفر را با پشتیبانی ۱۳۵ تانک و ۲۲۵ هواگرد در جانب شرقی رود خالخین گل متمرکز کردند. در طرف مقابل نیروهای مشترک مغولستان و شوروی نیز به ۱۲ هزار پانصد تن به همراه ۱۸۵ تانک و ۲۲۵ خودروی زرهی می‌رسید. تانک‌های شوروی از مدل‌های تی-۲۶، بی‌تی-۵ و بی‌تی-۷ بودند. درحالی‌که تانک‌های ژاپنی عموماً از تانک‌های نوع-۹۷ و تانک متوسط نوع-۸۹ تشکیل می‌شدند.

## تهاجم نیروهای ژاپنی
ژاپنی‌ها تهاجم خود را روز دوم ماه ژوئیه با پیاده‌نظام و تانک‌های خود آغاز کردند و توانستند به سرعت به رودخانه برسند. مهاجمان روز بعد با قرار دادن پل شناور بر رود در نزدیکی کوه بایین-تساگان، به همراه ۱۰ هزار نیرو، ۱۰۰ توپ و ۶۰ توپ ضد تانک از آن عبور کردند. مدافعان مغول در این موضع و مواضع جانب شرقی رود تنها هزار نفر و پنجاه توپ از لشکر ششم سواره‌نظام بودند. نیروهای ژاپنی با تصرف کوه بایین-تساگان، شروع به پیشروی به سمت جنوب در کرانه غربی رود کردند. ژوکوف برای جلوگیری از به محاصره درآمدن نیروهایش در جانب شرقی رود، نیرویی شامل ۴۵۰ تانک و خودرو زره‌پوش را برای ضد حمله از سه محور گسیل داشت. این نیروها شامل هنگ ۱۱ تانک با ۱۵۰ تانک، هنگ ۷ زرهی با ۱۵۴ خودروی زرهی و گردان ۸ زرهی مغولستان با توپ‌های ۴۵ میلی‌متری بودند. هنگ ۱۱ تانک مسئول حمله از جناح شمالی با حمایت تیپ ۲۴ موتوریزه که خود از جانب شمال غربی با حمایت توپخانه یورش می‌آورد، بود. هنگ ۷ زرهی نیز میباست از جانب جنوبی با حمایت یک گردان زرهی از لشکر هشتم سواره نظام مغولستان، به حمله می‌پرداخت. توپ‌های سنگین تیپ ۱۸۵ توپخانه نیز جهت حمایت از تهاجم به بایین-تساگان و هنگ ۹ موتوریزه در گذرگاه رود، وارد میدان نبرد شده بودند.
ساعت هفت صبح ۴ ژوئیه نیروی هوایی و توپخانه شوروی شروع به کوبیدن مواضع ژاپنی‌ها کردند. ساعت ۹ صبح هنگ ۱۱ تانک حرکت و ساعت ۱۰:۴۵ تهاجم خود را آغاز کرد. با عدم کفایت تسلیحات ضد تانک ژاپنی، نیروهای ارتش سرخ شروع به تسلط بر اراضی کردند. ژاپنی‌ها روز بعد دست به یک ضد حمله زدند که زیر آتش توپخانه و بمب‌افکن‌های شوروی به جایی نرسید. این بمب‌افکن‌ها همچنین توانستند با موفقیت پل شناور را نیز قطع کنند. بدین شکل ژنرال کوماتسوبارا شب همان روز دستور به عقب‌نشینی داد و ژاپنی‌ها تا فردا به جانب شرقی رود عقب رانده شدند. مهندسان رزمی ژاپنی جهت جلوگیری از عبور تانک‌های شوروی از پل‌های شناور، آن را منهدم نمودند تا تعداد زیادی از نیروهایشان که همچنان در جانب غربی رود بودند، چاره‌ای جز شنا برای گذر از آن نداشته باشند. با وجود این که قرارگاه ژنرال کوماتسوبارا قادر به عبور از رود گردید، صدها نفر از نیروهای او در آن غرق و قریب به ده هزار نفر پشت سر جا گذاشته شدند.
در طول این درگیری‌ها نیروهای ژاپنی ۴۹ تانک و روس‌ها ۷۷ تانک و ۴۵ خودرو زره پوش را از دست دادند. در طول دو هفته بعد طرفین در جبهه‌ای به عرض چهار کیلومتر در اطراف خالخین گل مشغول زد و خورد بودند.

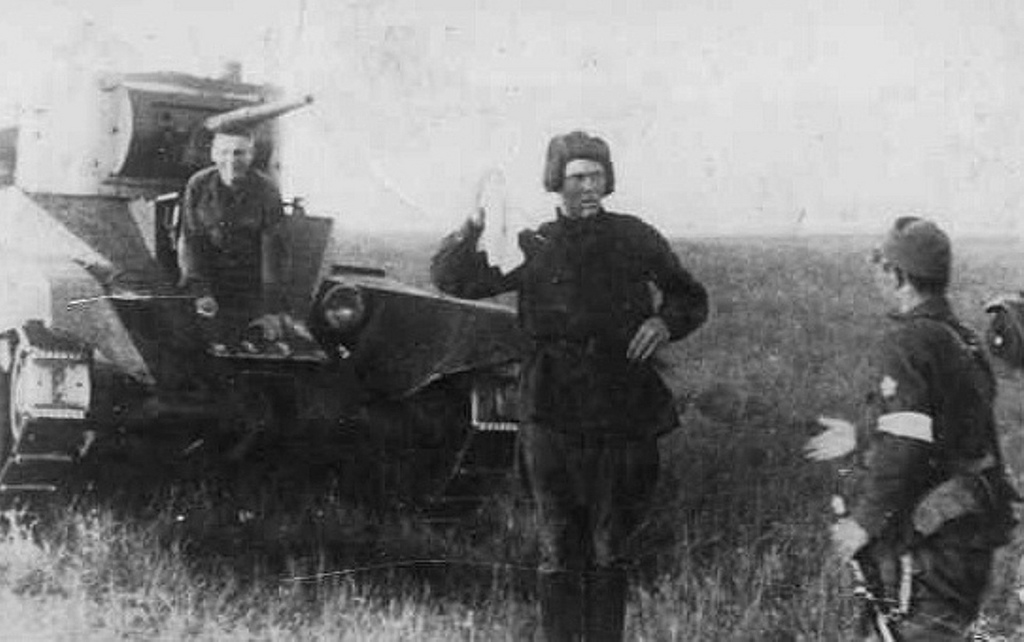
خدمه تانک روسی بی‌تی-۵ در حال تسلیم به نیروهای ژاپنی

ژوکوف که نیروهایش قریب به ۸۰۰ کیلومتر از مراکز آذوقه و مهمات خود دور شده بودند، ناوگانی از ۲٬۶۰۰ کامیون را مأمور رساندن تدارکات کرد اما در طرف مقابل ژاپنی‌ها که توان موتوری بالایی نداشتند، از کمبود تدارکات رنج می‌بردند. ۲۴ ژوئیه ژاپنی‌ها یک تهاجم همه‌جانبه دیگر را برای اشغال پل کاواتاما آغاز کردند. در این تهاجم توپخانه نیروی زمینی ژاپن گلوله‌باران سنگینی را جهت پیش‌روی نیروها صورت داد؛ آنچنان که نیمی از ذخیره توپخانه ارتش ژاپن تنها در دو روز استفاده شد. علی‌رغم این گلوله‌باران سنگین و پیش‌روی‌های اولیه، نیروهای شوروی توانستند خطوط خود را حفظ کنند و با افزایش تلفات و کمبود مهمات نیروهای ژاپنی مجبور به توقف حمله شدند. تا این زمان ژاپنی‌ها با وجود از دست دادن ۵٬۰۰۰ نفر، هیچ موفقیت خاصی کسب نکرده بودند و در مقابل ارتش سرخ با وجود تلفات بیشتر، توانسته بود از پیش‌روی ژاپنی‌ها جلوگیری کند که به دلیل برتری عددی روس‌ها جایگزینی این تلفات کار سختی نبود.
بنا بر ادعای ارتش سرخ در درگیری‌های ۲۳ ژوئیه تا ۴ اوت، نیروی هوایی ژاپن ۱۱۶ هواگرد خود را از دست داد.

## ضد حمله شوروی

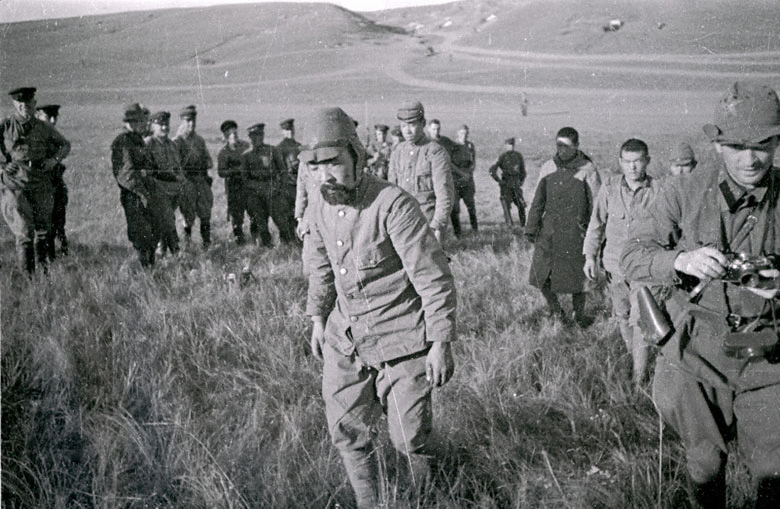
سربازان ژاپنی تسلیم شده به ارتش سرخ

ماه اوت شروع جنگ در اروپا نزدیک به نظر می‌رسید و از همین رو ژوکوف می‌خواست با یک حمله سراسری نیروهای ژاپنی را از میان ببرد و نبرد را به پایان برساند. برای سنجیدن توان ژاپنی‌ها، روزهای ۳، ۷ و ۸ اوت ارتش سرخ حملات محدودی را علیه دشمن اجرا کرد که تمامی آن‌ها با شکست کامل همراه بود. در طول این مدت شوروی نزدیک به هزار نفر و تعدادی تانک و خودرو زرهی را از دست دادند. در مقابل تلفات ژاپنی‌ها تنها ۸۵ نفر بود. ژاپنی‌ها که در همان زمان مشغول نبردی سخت با چین بودند، نمی‌توانستند به راحتی تلفات خود را جایگزین و تدارکات مورد نیاز را ارسال کنند و هر روز توانشان بیشتر تحلیل می‌رفت.
نیروهای ژاپنی روز ۱۲ اوت اقدام به ضد حمله کردند و توانستند قوای هنگ ۲۲ سواره‌نظام مغولستان را از ارتفاعات بولشیه‌پسکی به سمت جنوب عقب برانند. ژاپنی‌ها جهت ادامه ضد حمله برنامه‌ریزی شده برای ۲۴ اوت، یگان‌های ضد تانک بیشتری عازم این موضع نمودند. شوروی دو لشکر پیاده‌نظام، دو تیپ زرهی، سه تیپ خودروی زرهی، یک تیپ مسلسل و یک تیپ هوابرد با مجموعاً ۵۷ هزار نفر نیرو به کار گرفت. در مقابل این قوا، نیروهای ژاپنی تنها ۳ لشکر پیاده‌نظام که عمدتاً آسیب دیده و ضعیف بودند، در اختیار داشتند.
هواگردهای شناسایی شوروی تصویر خوبی از مواضع دفاعی نیروهای ژاپنی ارائه کردند. یگان شناسایی هنگ ۱۴۹ تفنگ‌دار موتوریزه نیز جریان مداومی از اسرا جهت بازجویی تأمین می‌نمود. ژوکوف و ستادش برآورد می‌کردند بیشترین آسیب‌پذیری نیروهای ژاپنی در جناحین آن‌ها است. او می‌دانست که بزرگ‌ترین نقطه ضعف طرف مقابل نبود تحرک‌پذیری، یگان‌های تانک مؤثر و پیاده‌نظام موتوریزه است که باعث می‌شود نتواند پاسخ سریعی به هرگونه تهاجم نشان دهد. قوای زرهی ژوکوف برای عملیات شامل تیپ‌های ۴، ۶ و ۱۱ تانک و تیپ‌های ۷ و ۸ مکانیزه می‌شد. او به دنبال به محاصره درآوردن دشمن از شمال و جنوب از طریق قرار دادن نیروهای زرهی خود در جناحین بود. ارتش سرخ ۵۰ هزار نفر را جهت محافظت از کرانه شرقی رود مستقر ساخت. مجموع نیروهایی که قصد داشتند از رودخانه بگذرند شامل ۳۵ گردان پیاده‌نظام با پشتیبانی ۲۰ یگان سواره‌نظام، ۴۹۸ تانک، ۳۴۶ خودروی زرهی و ۵۰۲ توپ می‌گشت.
ساعت ۵:۴۵ دقیقه روز ۲۰ اوت هواگردهای شوروی به همراه آتش سه ساعته توپخانه و خمپاره‌اندازها، مواضع پیشین نیروهای ژاپنی را بمباران کردند. تانک‌های ژوکوف ساعت ۸:۴۵ وارد میدان نبرد شدند تا بر مابقی نیروهای ژاپنی فائق آیند. نیروهای شوروی به سرعت از رود گذشتند و در حالی که پیاده‌نظام مشغول درگیری با نیروهای ژاپنی بود تانک‌های ارتش سرخ میدان نبرد را دور زده و با یک حرکت گازانبری از دو طرف، روز ۲۵ اوت به روستای نومونهان رسیدند تا لشکر بیست و سوم ژاپن به محاصره بیفتد. روزهای بعدی تلاش نیروهای خارج از حلقه محاصره برای شکستن آن در مقابل تیپ ۶ تانک شوروی کار به جایی نبرد. نیروی هوایی ارتش سرخ از رسیدن نیروی کمکی ژاپنی‌ها جلوگیری می‌کرد. پاکسازی نیروهای در محاصره یک هفته به طول انجامید. نبرد در نهایت روز ۳۱ کاملاً به پایان رسید. پاکسازی ارتفاعات باعث از دست رفتن ۶۰۰ تن از نیروهای شوروی شد. ژاپنی‌ها مجموع تلفات خود را ۸۴۴۰ تن کشته و ۸۷۶۶ تن مجروح و شوروی مجموع تلفات خود را ۹۲۸۴ تن اعلام نمودند. به هر صورت منابع دیگر تلفات ژاپنی‌ها را تا ۴۵ هزار نفر و تلفات شوروی را بیش از ۱۷ هزار نفر نیز ذکر کرده‌اند. به هر حال از مجموع ۶۰ هزار نیروی به محاصره درآمده ژاپنی، ۵۰ هزار نفر در آمار کشته‌ها، مجروحان یا مفقودان قرار گرفتند. بدین ترتیب ۹۹ درصد از نیروهای لشکر بیست و سوم ژاپن از بین رفت. ژاپن مدعی شد در مجموع ۱۲۰۰ هواگرد شوروی را ساقط کرده‌است. در طرف مقابل شوروی نیز ادعای از بین بردن ۶۶۰ هواگرد دشمن را مطرح نمود. هر دو این ارقام برای یک بازه چهارماهه غیر محتمل به نظر می‌رسند.

## پیامدها
فرماندهان نیروی زمینی ژاپن که نمی‌توانستند این شکست را بپذیرند، دست به کار تهیه یک ضد حمله بردند. این امر با امضای پیمان آتش‌بس در مسکو لغو شد. یک ماه بعد در ۱۵ سپتامبر قرارداد صلح به صورت رسمی امضا گشت.
شکست در خالخین گل موجب از دست رفتن پایگاه حامیان تهاجم به شمال علیه شوروی در فرماندهی عالی ژاپن شد. تا تمرکز این کشور بر جنوب و منابع طبیعی موجود در جنوب شرقی آسیا و جزایر اقیانوس آرام قرار گیرد. انعقاد پیمان بی‌طرفی ژاپن و شوروی در ماه آوریل سال ۱۹۴۱، به تنش‌های مرزی بین دو طرف پایان پایان داد.